# Paranthura algicola
Paranthura algicola är en kräftdjursart som beskrevs av Nunomura 1978. Paranthura algicola ingår i släktet Paranthura och familjen Paranthuridae. Inga underarter finns listade i Catalogue of Life.